# Aeroportul Maio
Aeroportul Maio (IATA: MMO, ICAO: GVMA) este un aeroport din Maio⁠(d), Sotavento Islands⁠(d), Republica Capului Verde ce deservește zona Vila do Maio⁠(d). Aeroportul a fost tranzitat în 2024 de 10.286 de pasageri. A fost deschis în 1928 și numit după Maio⁠(d).
Situat la o altitudine de 11 m, aeroportul dispune de 1 pistă. Este operat de Aeroportos e Segurança Aérea⁠(d).

## Infrastructură

### Piste
Aeroportul dispune de o singură pistă. Pista 01/19 are suprafața de asfalt și dimensiunile 1.200 m × 30 m. 